# 阿猴社
阿猴社，是台灣平埔馬卡道族古聚落名，為鳳山八社之一。位址為今日屏東縣屏東市境內。學者認為阿猴社是荷治時1646年之前由搭加里揚社（荷蘭語：Taccariangh）改名，原本居住在堯港附近的岡山平原，於1635年搭加里揚之戰遷逃到屏東平原。1643年搭加里揚分遷成阿猴林:36與阿猴兩社。:861645年先以阿猴林(Tacarian)參加南區會議，1646年再以阿猴社(Akauw)參加南區會議。阿猴社名(Acau)的首次出現的資料是在1644年9月6日。:85

## 歷史
過去有流傳很廣的傳說，日治以後不少學者認為阿猴社（Akauw）原居住在今高雄市市區，古稱打狗（Takau），阿猴社與古籍中「阿猴林」有密切關係。原住於沿海地帶之馬卡道族族人因某些原因向內陸移動，在今仁武區地方落腳，改打狗社為阿猴林社。後再遷移至今屏東縣屏東市。這種說法最早大概是伊能嘉矩所提出，學者李國銘認為這是把鄉野傳說當真，很不可思議、很難自圓其說。:81-82高雄文史工作者呂自揚認為，阿猴社是在荷治時1635年聖誕節，在搭加里揚之戰中遭荷蘭、新港社聯軍攻擊，而從堯港、岡山平原附近、今阿公店溪南岸，遷逃到今屏東市的大社搭加里揚社；學者施雅軒則認為搭加里揚社原本主社地可能要再更往南，在目前典寶溪、愛河一帶，即橋頭仕隆。但地方文史工作者梁明輝認為搭加里揚主社原在愛河(Taccoriang)沿岸左營舊城到鳳山市埤仔頭一帶，內含柴山北段東麓到覆鼎金的區域。:83考古學者劉益昌教授更精確的指出搭加里揚主社原來位在愛河源頭覆鼎金山腳之下的獅湖國小一帶。自1646年改名為阿猴社，荷蘭文獻在1646年地方長老會議以後記載為（或是在《熱蘭遮城日誌》1644年9月6日曾出現一次的記載）。
阿猴社位於屏東平原中樞之地，有社番近千人，十分繁榮。勢力範圍達今日長治鄉西部、鹽埔鄉洛陽村一帶。而九如鄉的古名「巴轆社」，亦屬於阿猴社的一支。
康熙中葉，漢人拓墾屏東平原。乾隆時期，阿猴社勢力範圍內已有阿猴街、海豐庄、竹葉庄、潭頭庄、歸來庄等漢人街庄。部分居民開始移往今長治鄉德協、番子寮。1780年代之屯番制守隘政策將阿猴社社民遷往雙溪口隘（今內埔鄉隘寮村、鹽埔鄉久愛村）、大路關隘（今高樹鄉廣福村）一帶。加上土番社學、屯番制等政策，輿圖上的阿猴社逐漸為阿猴街所取代。道光15年（1835）後，古契或地圖上已無阿猴社之名。至1915年日治時期人口普查時，雙溪口隘處隘寮庄、今屏東市境內海豐、歸來都還有百餘位熟番居民，其中應該存有不少阿猴社社民之後裔。隨著居民或漢化或遷徙，加上屏東市的開發，阿猴社社民之現況已難以考察。
屏東市頭分埔「番仔厝」（今華山里），及歸來「番仔埔」可能為該社舊址。從阿猴溪之指稱，由滿清初期阿猴林與阿猴之間的淡水溪，一變而為滿清同治以後的萬年溪，也可以一覽阿猴社在滿清時代的領域之消長。:42